# 오토루트 2호선
오토루트 2호선은 프랑스의 고속도로인 오토루트의 2호선으로, 콩블에서 벨기에 국경 부근을 잇는다. 벨기에 국경 부근에서는 벨기에 고속도로 7호선과 연결된다. 전 구간이 유럽 고속도로 19호선에 속해 있다.
콩블에서 캉브레까지의 구간은 SANEF (Société des Autoroutes du Nord et de l'Est de la France)가 관리하는 유료 도로이다. 콩블 이후 구간은 정부가 관리하며 무료로 이용할 수 있다. 전 구간이 편도 4차선으로 되어 있다.

## 주요 경유지
- 피카르디
  - 솜주
    - 콩블
- 노르파드칼레
  - 노르주
    - 캉브레
    - 부섕
    - 오르댕
    - 두시레민
    - 두에
    - 드냉

## 같이 보기
- 프랑스의 고속도로